# Nasunięcie
Nasunięcie (geol.) – struktura geologiczna powstała w wyniku poziomego przemieszczenia zwartych mas skalnych na znaczną odległość, wzdłuż poziomej lub bardzo słabo nachylonej powierzchni nieciągłości, względem niżej leżących utworów geologicznych. Powstanie nasunięcia związane jest najczęściej z dyslokacjami tektonicznymi. Wielkoskalowe, silnie pofałdowane nasunięcia nazywane są płaszczowinami.